# NGC 4558
NGC 4558 este o galaxie lenticulară situată în constelația Părul Berenicei. A fost descoperită în 19 aprilie 1827 de către John Herschel. Se află la o distanță de 114 megaparseci de Pământ.